# Biləsuvar
Biləsuvar (dawniej Puszkino) – miasto w południowo-zachodnim Azerbejdżanie, stolica rejonu Biləsuvar. W 2009 roku liczyło 20 119 mieszkańców.